# Золотое число

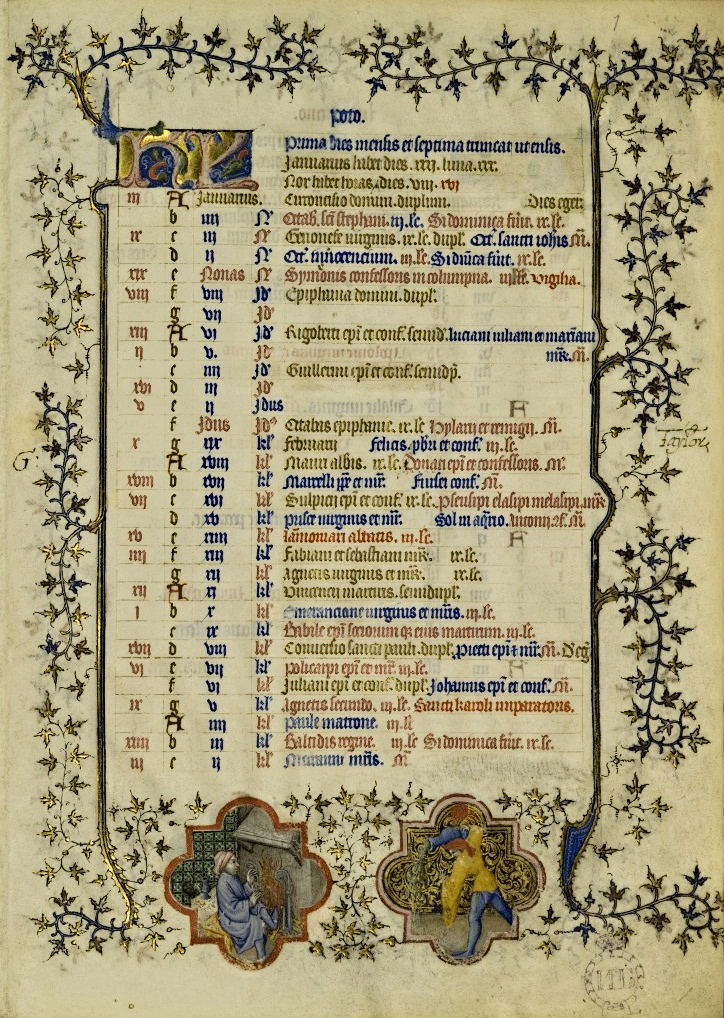
Лист из Парижского календаря (четвертая четверть XIV века). Золотые числа в крайнем левом столбце указывают дату новолуния для каждого года 19-летнего цикла

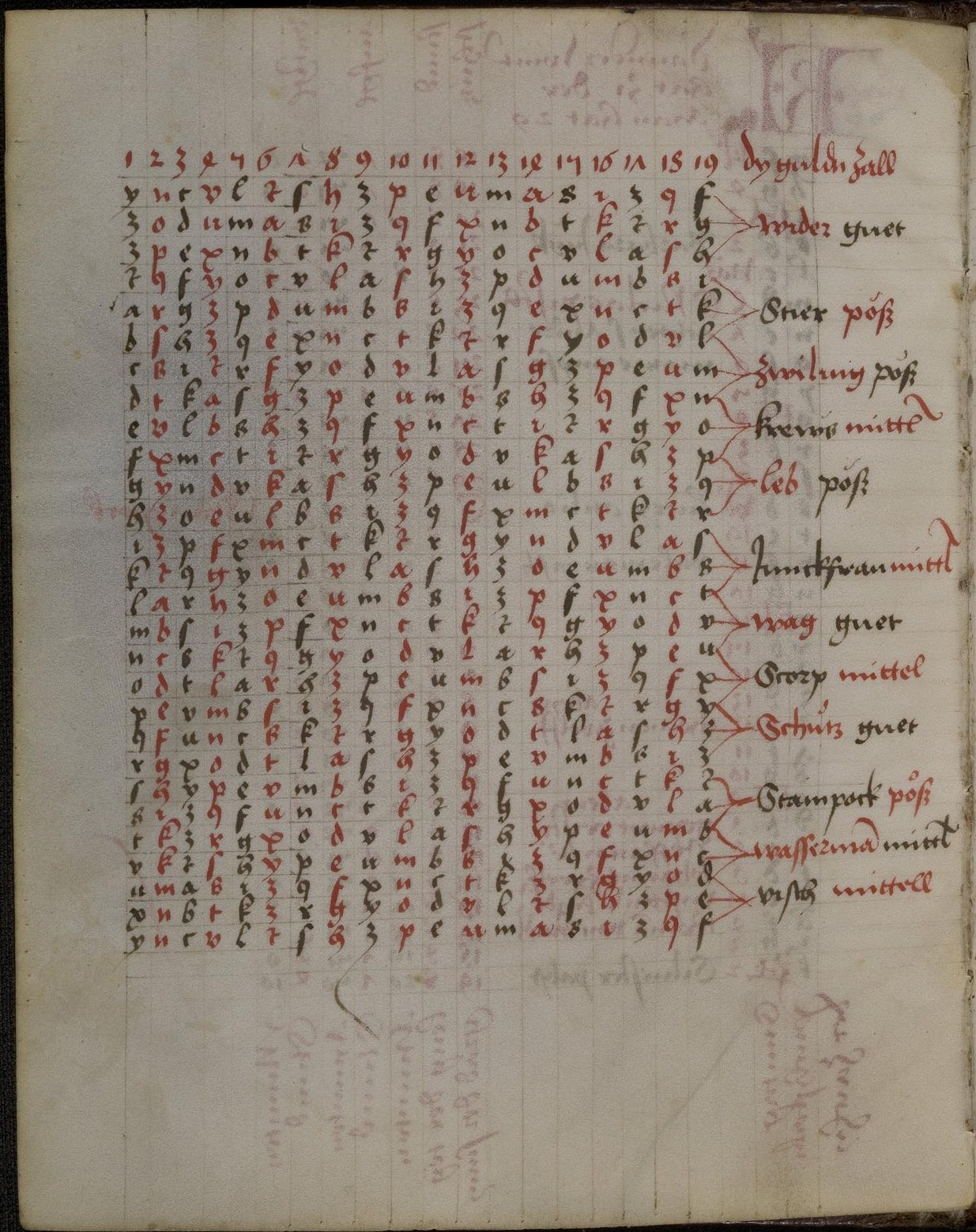
Таблица для определения золотого числа и знаков зодиака, Зальцбургская епархия около 1496 года

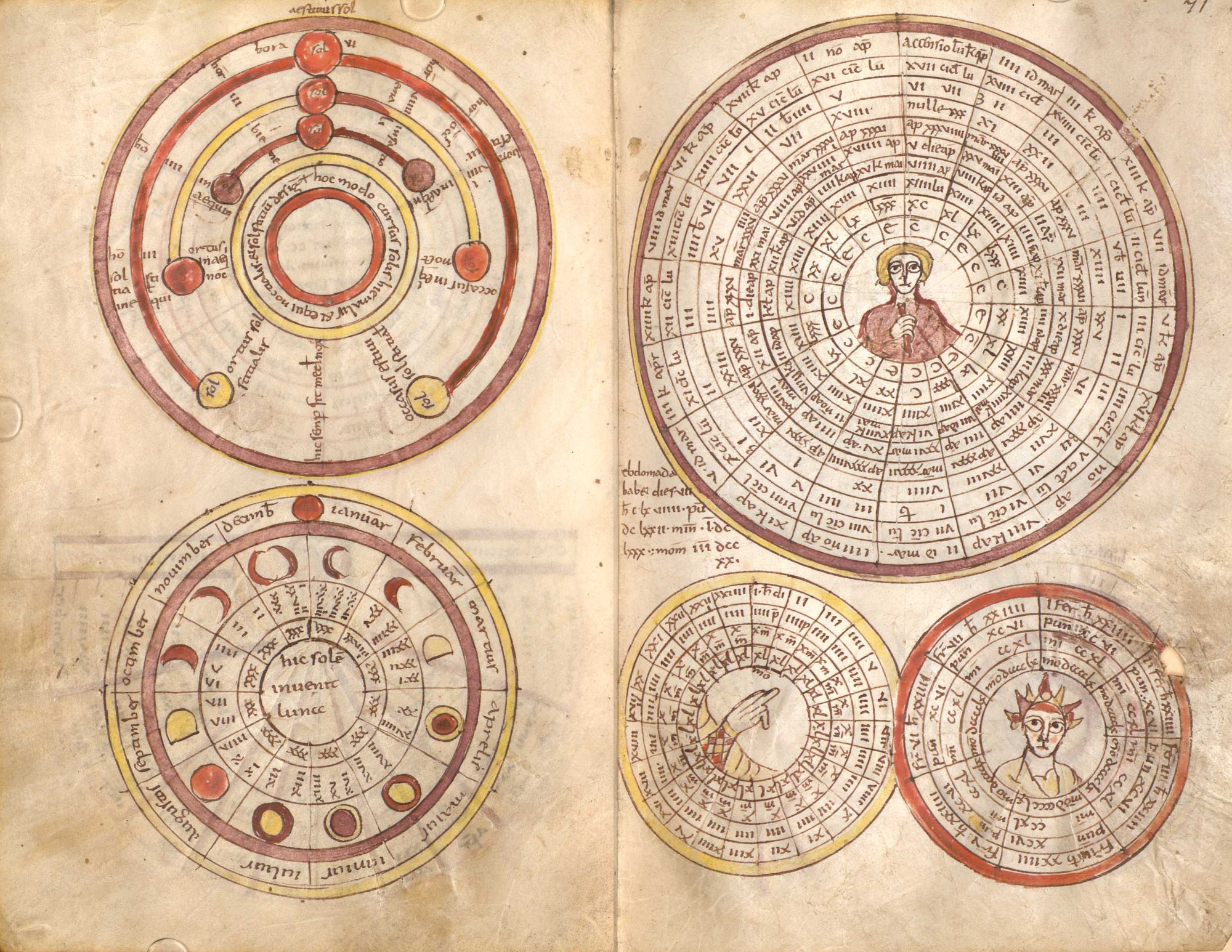
Средневековые диаграммы для расчета золотого числа

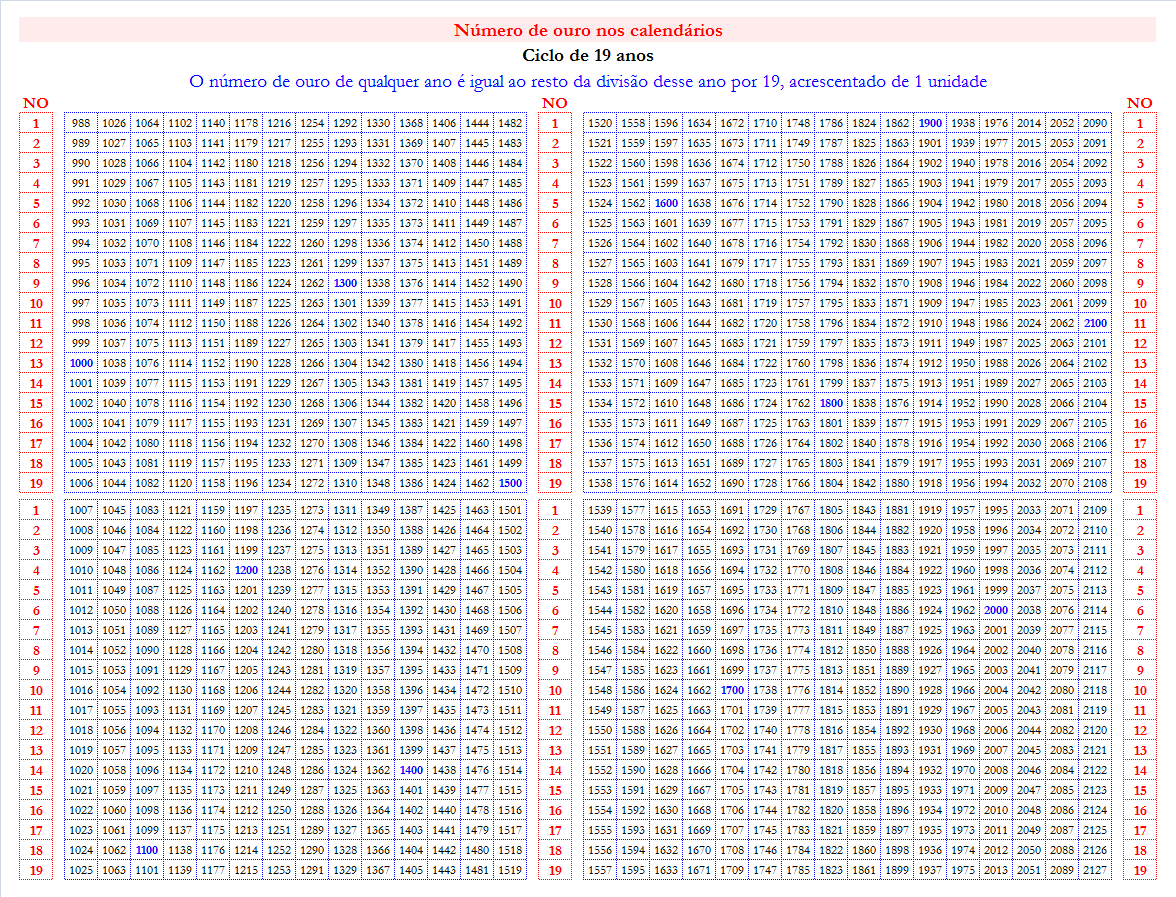
Таблица золотых чисел с 988 по 2127 год

Золотое число (лат. Numerus aureus) — это число, последовательно присваиваемое каждому году, которое используется для обозначения дат всех календарных новолуний каждого года 19-летнего цикла Метона. Они используются в вычислениях даты Пасхи, а также в рунических календарях.

## История возникновения
Золотое число, как его позже назвали, впервые появилось в календаре, составленном Аббоном Флери около 1000 года. Около 1162 года некий мастер Вильгельм назвал это число золотым числом, «потому что оно более ценно, чем другие числа». Термин «золотое число» стал широко известен и использовался, в частности, благодаря вычислительной поэме «Масса Компоти», написанной Александром де Вилья Деи около 1200 года.
Из-за своей важности для расчёта Пасхи (Computus (Osterrechnung)) — самого важного праздника в христианстве — эта вспомогательная переменная часто записывалась золотым цветом в ежегодных календарях позднего средневековья, из-за чего число называли «золотым». Не исключено также, что это название оно получило из-за выдающегося значения.

## Расчет золотого числа
Формула для определения золотого числа {\displaystyle GZ} по номеру года {\displaystyle j} по юлианскому или григорианскому календарю:
{\displaystyle GZ=j\;mod\;19+1},
где {\displaystyle mod} — деление с остатком.
Например, золотой номер 2020 года: {\displaystyle 2020\;mod\;19+1=6+1=7}.

### Таблица
| Год            | Золотое число               |
| -------------- | --------------------------- |
| 1 год до н. э. | 1                           |
| 1 год          | 2                           |
| . . .          | . . .                       |
| 18 год         | 19 год                      |
| 19 год         | 1 (счёт начинается сначала) |
| . . .          | . . .                       |